# Långbad

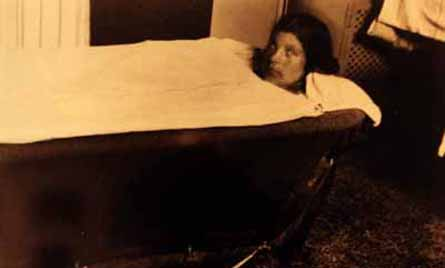
Långbad

Långbad var från slutet av 1800-talet till omkring 1950 en vanligt förekommande psykiatrisk behandlingsform, med syftet att lugna oroliga patienter, framför allt vid neuroser. Långbadet innebar att patienten med tvång sänktes ned i ett badkar med vatten, och fick ligga där från någon timme upp till en hel dag.

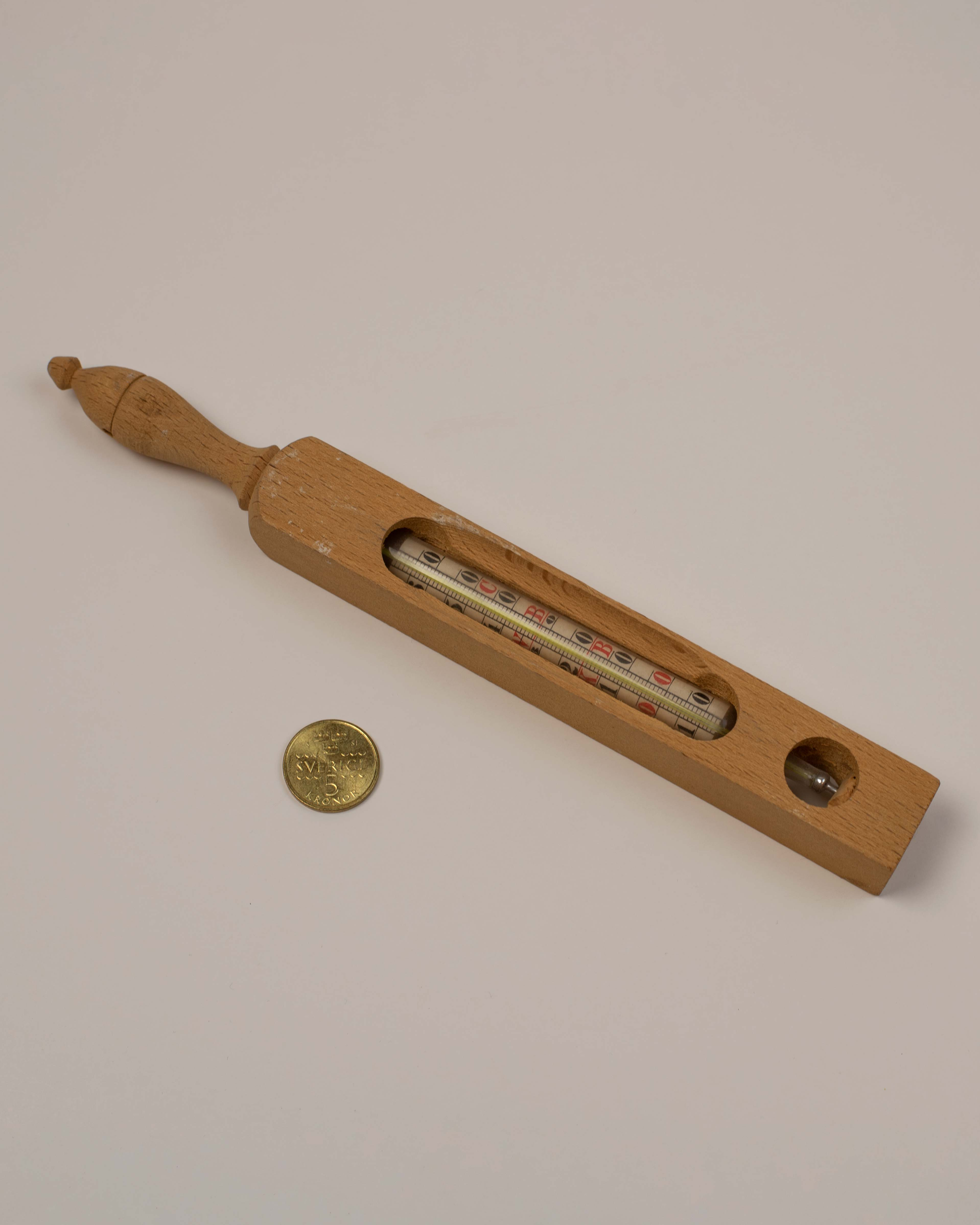
Långbadstermometer

Långbadet var psykiatrins motsvarighet till de Spa-behandlingar som under samma tid var populära bland välbärgade. Till skillnad från spa användes tvångsmedel vid långbaden. Dåtidens medicinska förklaring baserades på uppfattningen att psykisk ohälsa var en för kroppen påfrestande hjärnsjukdom, som långbad och andra rogivande behandlingar kunde lindra genom att underlätta blodflödet till hjärnan. Dock användes långbad också som bestraffning av patienter på mentalsjukhusen. Längden på långbadet kunde variera, och det finns rapporter om ett 21 dagar långt tvångsbad som fick patientens hud att lossna.
Under långbad var konstant vattentemperatur viktig. På Sahlgrenska sjukhuset i Göteborg höll långbadet en temperatur på 40 grader.